# Aeroporto di Akita
L'aeroporto di Akita (秋田空港?, Akita Kūkō) (IATA: AXT, ICAO: RJSK) è un aeroporto giapponese sito all'estrema periferia sud est della città di Akita, capoluogo della prefettura omonima, nella Regione di Tōhoku. Indicato dalle autorità dell'aviazione civile giapponese come aeroporto di seconda classe, lo scalo si trova a 14 km a sud est della stazione di Akita.
La struttura è posta all'altitudine di 93 m s.l.m. (305 ft), costituita da un terminal passeggeri, una torre di controllo e da una pista con superficie in conglomerato bituminoso, lunga 2 500 m e larga 46 m (8 202 x 150 ft) con orientamento 10/28, equipaggiata con dispositivi di assistenza all'atterraggio tra i quali un impianto di illuminazione ad alta intensità (HIRL) con segnalazione della touchdown zone (TDZL) (solo direzione 28), e con indicatore di angolo di approccio PAPI.
L'aeroporto, di proprietà del governo giapponese, è aperto al traffico commerciale.

## Storia
L'aeroporto di Akita fu originariamente inaugurato il 1º ottobre 1951 sulla costa Omonogawa del Mar del Giappone approssimativamente 20 km a sud est dal centro della città di Akita. La struttura era dotata di una pista lunga 1 200 m, estesa a 1 500 m nel 1967 e 1 625 m nel 1969, tuttavia lo scalo era negativamente influenzato da vento laterale e dalla presenza di antenne per la trasmissione televisiva alla sommità dell'adiacente Monte Omoriyama alto 123 m.
L'attuale aeroporto di Akita fu inaugurato nel suo attuale sito il 26 giugno 1981, divenendo il primo aeroporto civile della Regione di Tōhoku a possedere una pista lunga 2 500m. Nel 1985 la Kōkū Jieitai dislocò un'unita di ricerca e soccorso presso le strutture dell'aeroporto. Il 5 giugno 1993 fu inaugurato un terminal riservato ai voli di linea internazionali dal quale le compagnie aeree collegarono la regione con la Corea del Sud.

## Statistiche
Questo grafico non è disponibile a causa di un problema tecnico.
Si prega di non rimuoverlo.
Vedi la query Wikidata di origine.